# S Orionis
S Orionis (S Ori) é uma estrela gigante vermelha, na constelação de Orion. É uma estrela variável Mira, com um ciclo de 420 dias, e seu raio varia de 1,9 a 2,3 unidades astronômicas.